# Kontyos törpetirannusz
A kontyos törpetirannusz (Lophotriccus pileatus) a madarak osztályának a verébalakúak (Passeriformes) rendjébe, a királygébicsfélék (Tyrannidae) családjába tartozó faj.

## Rendszerezése
A fajt Johann Jakob von Tschudi svájci természettudós írta le 1844-ben, az Euscarthmus nembe Euscarthmus pileatus  néven. Besorolása vitatott, egyes szervezetek az Oncostoma nembe sorolják Oncostoma pileatum néven.

## Alfajai
- Lophotriccus pileatus hypochlorus Berlepsch & Stolzmann, 1906
- Lophotriccus pileatus luteiventris Taczanowski, 1884
- Lophotriccus pileatus pileatus (Tschudi, 1844)
- Lophotriccus pileatus santaeluciae Todd, 1952
- Lophotriccus pileatus squamaecrista (Lafresnaye, 1846)[1]

## Előfordulása
Costa Rica, Panama, Kolumbia, Ecuador, Peru és Venezuela területén honos. A természetes élőhelye szubtrópusi és trópusi síkvidéki- és hegyi esőerdők.

## Megjelenése
Testhossza 9,7 centiméter, testtömege 7-8 gramm. Feltűnő felállítható bóbitája van.
|  |

## Életmódja
Rovarokkal táplálkozik.